# Max Tegmark
Max Erik Tegmark (Stoccolma, 5 maggio 1967) è un cosmologo svedese naturalizzato statunitense, professore presso il Massachusetts Institute of Technology.

## Carriera
Tegmark ha fatto parte del team del progetto Sloan Digital Sky Survey, lavorando nell'analisi dei dati atti a ottenere i parametri del modello Lambda-CDM attraverso l'osservazione della struttura su larga scala del cosmo e l'analisi dei dati della radiazione cosmica di fondo.
Ha sviluppato l'esperimento mentale del suicidio quantistico, a partire dalle precedenti ipotesi di Hans Moravec e Bruno Marchal, e ha messo a punto un'argomentazione matematica a sostegno dell'ipotesi speculativa del Multiverso.
Ha avanzato critiche all'ipotesi di Roger Penrose e Stuart Hameroff, secondo i quali la coscienza sarebbe una proprietà emergente dovuta agli effetti quantistici all'interno dei neuroni (o dei microtuboli).
Tegmark ha anche formulato una teoria, il cui postulato è che "tutte le strutture che esistono matematicamente esistono anche fisicamente". La teoria, del tutto priva di parametri liberi, suggerisce che in quelle strutture abbastanza complesse da contenere autocoscienti (SASs, self-aware substructures), queste substrutture autocoscienti percepiranno sé stesse come esistenti in un mondo fisico reale. Questa idea è formalizzata come "ipotesi dell'universo matematico", come descritta nel libro L'universo matematico.
Per i suoi contributi in cosmologia, Tegmark è stato eletto nel 2012 Fellow della American Physical Society.
Tegmark è apparso nel documentario della BBC Parallel Worlds, Parallel Lives, dove è stato intervistato dal cantante Mark Oliver Everett, figlio di Hugh Everett, il fisico che ha formulato nel 1957 l'interpretazione a molti mondi. È apparso anche in numerosi episodi della serie di documentari statunitensi Sci Fi Science: Physics of the Impossible, ospite del conduttore e fisico Michio Kaku.
È l'ideatore e fondatore, nell'ottobre 2005, del Foundational Questions Institute (FQXi), un'organizzazione non profit operante nel campo della fisica, che si prefigge lo scopo di sostenere e finanziare la ricerca di base nel campo dei fondamenti della fisica e della cosmologia, con particolare riguardo a "ricercatori visionari e pionieristici" che si muovono in ambiti di frontiera trascurati o poco finanziati dagli ordinari flussi di sovvenzioni.
Nel 2014 fonda il Future of Life Institute (FLI), organizzazione non profit concentrata sul miglioramento del futuro della vita mediante la gestione della tecnologia, che nel 2015 organizza un incontro internazionale a Porto Rico di ricercatori e scienziati di intelligenza artificiale.
Da questo meeting scaturirà una lettera di accorata denuncia dei pericoli insiti nella corsa agli armamenti, di armi autonome e robot killer che scelgono e colpiscono i bersagli senza l'intervento umano e che per la loro economicità saranno alla portata di chiunque. La lettera è stata sottoscritta da Stephen Hawking e da migliaia di illustri ricercatori di IA e di robotica.
Nel 2017, dopo il successo dell'incontro di Porto Rico, organizza un altro meeting internazionale a Asilomar, nel quale viene redatto un documento condiviso di 23 punti I Principi di Asilomar per l'intelligenza artificiale, che propone delle linee guida per lo sviluppo di un'intelligenza artificiale benefica dai problemi della ricerca ai problemi di lungo termine attraverso gli aspetti etici e di valori sociali.